# Joaquina López Laffite
Joaquina López Laffite  (Trubia, 1916-Madrid, 5 de agosto de 1939) fue una de Las Trece Rosas, mujeres españolas fusiladas el 5 de agosto de 1939 en las tapias exteriores del cementerio de la Almudena tras acabar la guerra civil, junto a 46 hombres. Todos fueron acusados de pertenecer a las Juventudes Socialistas Unificadas (JSU) o al Partido Comunista de España (PCE).

## Trayectoria
Era la menor de cuatro hermanos, un chico y tres chicas, huérfanos de padre y madre desde 1931. El padre había sido comandante del Ejército y sus sucesivos destinos le habían llevado por todo el país. Carlos, el mayor, era natural de Las Palmas de Gran Canaria; le seguía María, que había nacido en Lugo; Lola, en La Coruña y Joaquina, que nació en Trubia. En el momento de la detención, Carlos era el único casado. Él era militante de la Unión General de Trabajadores (UGT) desde abril de 1936. Todos trabajaban excepto Joaquina. María era mecanógrafa hasta que comenzó la guerra, en que se fue como enfermera voluntaria al hospital de reposo que se había instalado en el Teatro Beatriz, y después al Hospital de la Sexta División. Lola, también mecanógrafa, había trabajado durante 4 años en una fábrica de productos químicos farmacéuticos y había ido al frente en labores de propaganda. Fue responsable del club juvenil Ramiro Cable perteneciente a las JSU. Ella y Joaquina se afiliaron juntas a las JSU en agosto de 1936. Joaquina fue secretaria de Cultura del sector Este y ayudante del Secretario Administrativo del comité provincial. Carmen Arrojo la recordaba en sus memorias como  "simpática, inteligente y luchadora".
Ante el miedo a las represalias, al acabar la guerra, quemaron toda la propaganda que guardaban para intentar borrar cualquier rastro sobre su militancia política. Sin embargo, fueron denunciadas por un vecino. Detenidos en su casa, se llevaron a los cuatro hermanos, a la mujer de Carlos y a una amiga de Joaquina, Concepción Pérez Moreno. Todos fueron conducidos a un chalet de la calle Lope de Rueda. Permanecieron detenidos allí varios días hasta que fueron llevados a la Jefatura de Policía Militar del distrito de Buenavista para prestar declaración. Joaquina declaró que había sido militante de la JSU, pero no su militancia en la clandestinidad.
Joaquina López Laffite, Virtudes González García, Dionisia Manzanedo Salas, María del Carmen Vives Samaniego, María del Carmen Cuesta y Nieves Torres fueron incriminadas por las declaraciones del entonces secretario general del Comité Provincial de la JSU. Según declaración de López Laffite con fecha 1 de junio, incorporada al Sumario 30426, ella era en la clandestinidad secretaria femenina del Comité Provincial de Madrid, encargada de reclutar enlaces –después de un corto período como secretaria general del primer Comité Provincial- y Nieves Torres era “secretaria agraria con misión de organizar los pueblos de la Provincia”. Por orden suya, Virtudes González García también desempeñó durante un tiempo el cargo de secretaria de organización del Comité Provincial de la JSU “por encontrarse todos los hombres dentro de los campos de concentración”, cargo en el que duró solamente tres días, según declaración efectuada por Virtudes ante la policía el 1 de junio de 1939, incorporada a la causa (folio 23).
Se desconoce la fecha en la que las hermanas López Laffite entraron en la cárcel de mujeres de Ventas.  A Joaquina  se le abrió una segunda causa, el sumario 14.388, por la que fue condenada a treinta años de cárcel con fecha del 14 de julio de 1939. Cuando se recibió en la cárcel, el testimonio de sentencia, en septiembre de 1939, ya había sido fusilada; una copia del mismo fue incorporada al expediente conservado en Ventas. En abril de 1942 se recibiría la orden de prisión atenuada.
En el expediente núm. 30. 426, una testigo, sin aludir directamente a Joaquina, menciona que en el domicilio de Blanca Brissac (otra de las Trece Rosas), se planeaba un intento de complot contra el general Franco el día del desfile en el primer Año de la Victoria; sin embargo, esta circunstancia, considerada hoy en día como incierta, fue descartada, no siendo acusada de ello. El asesinato de Joaquina, junto al de las otras Rosas y los Cuarenta y tres Claveles, es considerado como una represalia por el atentado que realizaron otros tres militantes de las JSU contra el Comandante de la Guardia Civil y miembro del Servicio de Información y Policía Militar franquista, Isaac Gabaldón, su hija y el conductor José Luis Díez Madrigal. Sin embargo, Joaquina nunca fue acusada de ello, al no haber tenido ninguna de las rosas relación con dicho hecho, ya que estaban encarceladas al momento de suceder.
Fue condenada a muerte, ya que resultó probado que era "enlace del Comité Provincial de las JSU, recibiendo en su casa las contraseñas de cada día, siendo además el lugar de la cita de los elementos dispersos, y formando parte del comité provincial, donde desempeñaba el cargo de Secretaria femenina y de secretaria general".